# FX (텔레비전 채널)
FX는 디즈니 제너럴 엔터테인먼트 컨텐트의 케이블 텔레비전과 위성방송 채널 글로벌 남성채널이다.

## 같이 보기
- FX